# Kim Jae-wook
Dans ce nom coréen, le nom de famille, Kim, précède le nom personnel.
Kim Jae-wook (coréen : 김재욱) né le 2 avril 1983 à Séoul, est un acteur et mannequin sud-coréen. Il est surtout connu pour ses rôles dans les séries télévisées suivantes : Coffee Prince (2007), Who Are You? (2013), Voice (2017), The Guest (2018) et Her Private Life (2019).

## Biographie
Kim Jae-wook a grandi au Japon jusqu'à l'âge de sept ans, dû à son père journaliste qui s'était fait muter dans ce pays.
Il commence sa carrière à l'âge de 17 ans en tant que mannequin, puis quelques années plus tard en tant que chanteur et guitariste au sein du groupe de rock Walrus, fondé avec ses amis et dont le nom est tiré de la chanson I Am the Walrus du groupe The Beatles,.

## Carrière

### 2002 - 2011: débuts et percée
En 2002, l'acteur fait ses débuts dans le rôle d'un membre d'un groupe indépendant dans le drama de MBC Ruler of Your Own World. Après ce premier rôle, il se concentre sur sa carrière de mannequin pendant cinq ans. En 2007, il auditionne et décroche le rôle de No Sun-ki dans la série dramatique à succès Coffee Prince. Ce rôle le rend célèbre en Corée du Sud ainsi que dans d'autres pays asiatiques. En 2008, Kim Jae-wook apparait dans la série historique The Kingdom of the Winds, et devient ambassadeur de bonne volonté pour le 9e festival international du film de Jeonju (JIFF) en mai 2008.
La même année, l'acteur joue dans son premier film, intitulé Antique, basé sur le manga Antique Bakery, diffusé au 59e Festival international du film de Berlin, dans lequel il interprète un boulanger homosexuel. Ce rôle lui vaut le prix du « meilleur nouvel acteur » aux 16e Korean Entertainment Awards.
Il obtient son premier rôle principal dans le drama sud-coréo-japonais Give Me Your Memory: Pygmalion's Love, diffusé en mars 2010 sur Bee TV. La même année, il joue dans la série télévisée mélodramatique Bad Guy,,, mais aussi dans la série romantique Marry Me, Mary!.

### 2013 - 2016: comeback
Après avoir terminé son service militaire obligatoire de deux ans, Kim Jae-wook fait son retour en 2013 dans la série télévisée policière Who Are You?. En 2014, il apparait dans la série historique d'arts martiaux Inspiring Generation diffusée sur KBS, il y interprète le rival de Kim Hyun-joong, mais quitte le casting après l'épisode 8.
En 2015, il est choisi pour incarner le rôle principal dans le film fantastique Plank Constant, jouant un scénariste avec des fantasmes sexuels étranges,.
En 2016, il interprète le rôle d'un noble japonais qui épouse la princesse coréenne Deokhye (Son Ye-jin) dans le film The Last Princess.

### 2017 - en ce moment: popularité croissante
En janvier 2017, Kim Jae-wook joue dans le film dramatique Another Way (2017), jouant le rôle d'un policier tombant amoureux d'une jeune fille dans un café avec qui il écrit un pacte de suicide. Il interprète par la suite le rôle d'un tueur en série dans la série policière à succès Voice, pour lequel l'acteur reçoit des critiques positives de la part du public. En juillet de la même année, Kim Jae-wook intègre le casting de la série romantique Temperature of Love, jouant un riche homme d'affaires.
En 2018, il joue dans la comédie musicale Amadeus en triple casting, aux côtés de Jo Jung-suk et Kim Sung-kyu.
La même année, il incarne le rôle d'un prêtre exorciste dans la série d'horreur The Guest diffusée sur OCN mais aussi sur Netflix,.
En 2019, il est choisi pour jouer le rôle principal dans la série romantique Her Private Life aux côtés de Park Min-young.
En 2020, il crée My Margiela, une série vidéo de cinq épisodes sur le couturier belge Martin Margiela.

## Filmographie

### Films
| Année | Titre                 | Rôle                         |
| ----- | --------------------- | ---------------------------- |
| 2006  | Monopoly              |                              |
| 2008  | Antique               | Min Sun-woo                  |
| 2010  | Heart of Gold         | Yoo-sung                     |
| 2010  | Bang                  | Alex                         |
| 2015  | C'est Si Bon          | Kang Myung-chan (apparition) |
| 2015  | Planck Constant       | Kim Woo-joo                  |
| 2016  | Two Rooms, Two Nights | In-sung                      |
| 2016  | The Last Princess     | So Takeyuki                  |
| 2017  | Another Way           | Soo-wan                      |
| 2018  | Butterfly Sleep       | Soh Chan-hae                 |

### Séries télévisées
| Année | Titre                                 | Rôle                               | Chaîne TV           |
| ----- | ------------------------------------- | ---------------------------------- | ------------------- |
| 2002  | Ruler of Your Own World               | Ki-hong (membre du groupe musical) | MBC                 |
| 2007  | Coffee Prince                         | Noh Sun-ki                         | MBC                 |
| 2007  | Dal-ja's Spring                       | Choon-ha                           | KBS 2TV             |
| 2008  | The Kingdom of The Winds              | Chu Bal-so                         | KBS 2TV             |
| 2010  | Give Me Your Memory: Pygmalion's Love | Kim Gyeon                          | Bee TV              |
| 2010  | Bad Guy                               | Hong Tae-sung                      | SBS                 |
| 2010  | Marry Me, Mary!                       | Byun Jung-in                       | KBS 2TV             |
| 2013  | Who Are You?                          | Lee Hyung-joon                     | tvN                 |
| 2014  | Inspiring Generation                  | Kim Soo-ok                         | KBS 2TV             |
| 2014  | Drama Festival "4teen"                | Joon-yi adulte (apparition)        | MBC                 |
| 2015  | Sweet Temptation                      | Seok-min                           | Naver TV Cast       |
| 2017  | Voice                                 | Mo Tae-gu                          | OCN                 |
| 2017  | Temperature of Love                   | Park Jung-woo                      | SBS                 |
| 2018  | The Guest                             | Choi Yoon                          | OCN / Netflix       |
| 2018  | Quiz of God: Reboot                   | Apparition dans la saison 5        | OCN / Netflix       |
| 2019  | Her Private Life                      | Ryan Gold                          | tvN                 |
| 2022  | Crazy Love                            | Noh Go-jin                         | SBS2                |
| 2024  | Death's Game                          | Jeong Gyu-cheol                    | TVING / Prime Video |
| 2025  | Dear Hongrang] (탄금)                 | Prince Han Pyeon                   | Netflix             |

### Théâtre
| Année | Titre                      | Rôle                    |
| ----- | -------------------------- | ----------------------- |
| 2018  | Amadeus (comédie musicale) | Wolfgang Amadeus Mozart |
| 2011  | Hedwig and the Angry Inch  | Hedwig                  |

## Prix et nominations
| Année | Prix                                                        | Catégorie                                                 | Travail nommé       | Résultats  | Références |
| ----- | ----------------------------------------------------------- | --------------------------------------------------------- | ------------------- | ---------- | ---------- |
| 2007  | 1er Korea Drama Awards                                      | Prix pour sa popularité (sur Internet)                    | Coffee Prince       | Lauréat    | [ 34 ]     |
| 2008  | 16e Korean Culture Entertainment Awards                     | Meilleur nouvel acteur                                    | Antique             | Lauréat    | [ 35 ]     |
| 2008  | Asia Model Festival Awards                                  | Prix Fashionista                                          | NC                  | Lauréat    | [ 36 ]     |
| 2013  | Japan's Korean Wave 10th Anniversary Korean TV Drama Awards | Prix spécial du Jury                                      | NC                  | Lauréat    | [ 37 ]     |
| 2017  | 2017 SBS Drama Awards                                       | Prix d'excellence, acteur dans un drama du lundi au mardi | Temperature of Love | Nomination |            |
| 2019  | StarHub Night of Stars 2019                                 | Meilleure star asiatique masculine                        | Her Private Life    | Lauréat    | [ 38 ]     |